# Cöthener FC Germania 03
Der Cöthener FC Germania 03 (kurz: CFC Germania) ist ein deutscher Fußballverein aus Köthen (Anhalt) im Landkreis Anhalt-Bitterfeld. Heimstätte des Clubs ist das Stadion Rüsternbreite, das 7.000 Zuschauern Platz bietet.

## Verein

Logo der BSG Motor

Logo der BSG Motor

Der CFC Germania 03 wurde im Jahr 1903 in Cöthen (ab 1927 Köthen) gegründet. Der Club spielte bis 1945 im Gau Anhalt innerhalb der Meisterschaft des Verbandes Mitteldeutscher Ballspiel-Vereine, konnte sich aber für die ab 1933 durchgeführten Meisterschaften der Gauliga Mitte nicht qualifizieren.
1945 wurde anstelle des aufgelösten CFC die SG Köthen-Süd gegründet. 1949 wurde die SG in eine Betriebssportgemeinschaft umstrukturiert, die in kurzer Folge mehrere Umbenennungen in BSG KWU Köthen (1. Mai 1949), BSG KWU-Vorwärts Köthen (1. Januar 1950), BSG Union Köthen (8. Oktober 1950) und BSG Stahl Köthen (28. Oktober 1951) erfuhr. Auf sportlicher Ebene beteiligten sich sowohl SG als auch BSG von 1947 bis 1952 an den Fußballmeisterschaften in Sachsen-Anhalt (SBZ/DDR). Mit der Bildung der DDR-Bezirke wurde die am 1. Mai 1952 in Motor Köthen erneut umbenannte Betriebssportgemeinschaft im Jahr 1952 zum Gründungsmitglied der drittklassigen Bezirksliga Halle. Aus der Bezirksliga stieg Motor Köthen bereits in der Auftaktsaison wieder ab. Mit der Rückkehr in der Spielzeit 1955 konnte sich Köthen mit gesicherten Mittelfeldplätzen in der Bezirksliga etablieren. 1962 errang Motor Köthen vor Chemie Leuna die Hallesche Bezirksmeisterschaft und stieg in die II. DDR-Liga auf.
Die II. DDR-Liga schloss Köthen zwar mit dem vierten Platz ab, wurde durch die angeordnete Auflösung der II. DDR-Liga aber wieder in den Halleschen Bezirksligabereich zurückgestuft. Die Bezirksliga wurde vorerst bis 1972 gehalten, wobei die BSG am mögliche Aufstieg zur DDR-Liga an Chemie Wolfen bzw. Chemie Buna Schkopau scheiterte. In der Folgezeit stieg Köthen bis 1990 im Stile einer Fahrstuhlmannschaft mehrfach auf und ab. Den DDR-Fußballbetrieb schloss die BSG Motor 1990 mit Platz 10 in der Bezirksliga Halle ab. 1990 wurde die BSG in den Verein KSV Germania 90 umgewandelt, der 1995 wieder in Cöthener FC Germania 03 umbenannt wurde. Nach einer kurzzeitigen Eingliederung als Fußballabteilung in den HG 85 Köthen wurde der CFC Germania 03 am 1. Februar 2002 wieder neu gegründet. Derzeitige Spielklasse ist die Verbandsliga Sachsen-Anhalt.

## Statistik
- Teilnahme II. DDR-Liga: 1962/63
- Teilnahme FDGB-Pokal: 1963/64 (1. HR 0:1-Niederlage gegen Stahl Riesa)

## Personen von besonderer Bedeutung
- Danny Fuchs (* 1976) war Jugendspieler bei der Vorgängergemeinschaft Motor Köthen. Später spielte er für den VfL Bochum und den 1. FC Kaiserslautern in der Bundesliga.
- Karl-Heinz Ilsch (* 1927, † 2005) wechselte aus Köthen 1950 zu Motor Dessau und wurde dort DDR-Nationalspieler.
- Werner Kaiser (* 1943) stieg in der Saison 1961/62 mit Motor Köthen in die II. DDR-Liga auf und spielte danach unter anderem für den ASG Vorwärts Meiningen in der DDR-Liga. Ab 1971 war er als Trainer tätig.
- Karsten Oswald (* 1975), spielte ebenfalls in der Jugend für Motor Köthen, danach war er beim Chemnitzer FC und bei Dynamo Dresden Zweitligaspieler.
- Manfred Vogel (* 1947) wechselte 1970 von Motor Köthen zum DDR-Oberligisten  Hallescher FC Chemie und später zum FC Rot-Weiß Erfurt.